# Leucauge cabindae
Leucauge cabindae là một loài nhện trong họ Tetragnathidae.
Loài này thuộc chi Leucauge. Leucauge cabindae được miêu tả năm 1866 bởi Brito Capello.